# 精密ろ過膜
精密ろ過膜（精密濾過膜、せいみつろかまく）とは、ろ過膜の一種で、孔の大きさが概ね50ナノメートル（ナノメートルは1ミリメートルの百万分の一）から10マイクロメートル（＝10,000ナノメートル）の膜のこと。孔は限外ろ過膜よりも大きい。英語ではMicrofiltration Membraneといい、その頭文字をとってMF膜とも呼ばれる。

## 使い方
通常のフィルターと同様に液体を全量通過させてろ過を行う場合もあるが、クロスフロー方式（限外ろ過膜の項を参照）で使う方が膜が閉塞しにくく長期間続けて使用できる。
また、膜を水槽の中に露出して置き、下から強い散気を行いながら使う膜を浸漬膜（「しんしまく」が正しい読みであるが、業界では殆ど「しんせきまく」と読まれている）と呼ぶ。詳細は「構造」の項を参照。

## 用途
- 浄水（水道水の製造）分野　：微生物の除去。ウイルスの大半や胞子・芽胞の一部は除去できないが、実際に日本の水道では次亜塩素酸処理が義務付けられ、給水栓の時点で残留しているべき有効塩素の濃度が規定されているため、クリプトスポリジウムなど次亜塩素酸に強いごく一部の種類の微生物が精密ろ過膜で除去できていれば、衛生上の問題が生じることはない。
- 下水および産業排水の処理分野
  - 活性汚泥から処理水を分離する際に精密ろ過膜、または限外ろ過膜を用いる方法を特に膜分離活性汚泥法と呼び、膜の汚染に強い浸漬膜方式(上述)が多く用いられるが、最近は省メンテナンス化を狙って、反応タンク（活性汚泥槽）の外に精密ろ過膜や限外ろ過膜を置き、活性汚泥を循環させながら処理水を取り出すタイプなども出てきている。
- 工業分野：用水・純水・超純水製造の粗取りろ過、高分子の蛋白質・デンプン・酵素など熱に弱い物質の分離
- 家庭用浄水器：微粒子や微生物、水道管や貯水槽に由来する異物のろ過を主な目的としている

## 構造
- 浸漬膜方式の場合、水槽の中に膜を露出させ、下から散気による上昇流を起こして膜の表面に気泡を伴った強い流れを与えることで、クロスフロー方式と同様に膜の汚染を防ぐようにする。

その他の場合は限外ろ過膜と概ね同様であるので、そちらを参照されたい。

## 素材
- 酢酸セルロース、芳香族ポリアミド、ポリビニルアルコール、ポリスルホン：　逆浸透膜の項を参照
- ポリフッ化ビニリデン、ポリエチレン、ポリアクリロニトリル、セラミック：　限外ろ過膜の項を参照
- ポリプロピレン
- ポリカーボネート
- ポリテトラフルオロエチレン（商標名テフロン）

尚、日本の家庭用浄水器の精密ろ過膜は、構造はほぼ全てが中空糸膜、素材は殆どがポリエチレン、または近似物質であるポリオレフィンである。これらの素材はそのまま使うと水分子と違って分極がなく水を弾き、気泡などをいたずらに阻止してろ過がしづらくなる場合があるため、構成原子のうちの一部の水素原子を塩素原子（解離することはない）などに置き換え、分極を起こさせて使う。